# Roßleithen
Roßleithen – miejscowość i gmina w Austrii, w kraju związkowym Górna Austria, w powiecie Kirchdorf an der Krems. Liczy 1 890 mieszkańców.